# Rm
|  | Per a altres significats, vegeu «RM (raper)». |

rm és una ordre d'Unix utilitzada per a suprimir fitxers i directoris del sistema de fitxers. Aquesta ordre ha d'utilitzar-se amb precaució, ja que pot ser molt destructiva, a causa que, al moment de ser executada, per omissió esborra els fitxers sense demanar confirmació.
Prové de la paraula remove que significa "esborrar" en anglès.

## Modificadors
Modificadors comuns que accepta rm:
- -r, Processa subdirectoris de manera recursiva.
- -i, Demana confirmació per a cada esborrat.
- -f, Forçat, ignora fitxers no existents i elimina qualsevol avís de confirmació.

A vegades es crea un àlies amb el nom "rm", redirigit a "rm -i", amb la finalitat d'evitar supressions accidentals. Si un usuari desitja suprimir diversos fitxers sense confirmació, es pot cancel·lar manualment la confirmació amb el modificador -f: "rm -f"
"rm -rf" (amb variants, "rm -rf /", "rm -rf *", entre altres) són freqüentment usats en bromes i anècdotes sobre desastres en Unix. Aquesta variant de l'ordre si és executada perl l'administrador, pot causar que tots els continguts del sistema de fitxers siguin esborrats.

## Exemples
- Esborra el fitxer angel.cpp que està en el directori /usr/home/anix/ estant en el directori /etc

rm /usr/home/anix/angel.cpp
- Esborrar tots els fitxers .ogg del directori /usr/home/anix/musica

rm /usr/home/anix/musica/*.ogg
- Esborrar tot el directori musica (si s'omet el -r f, el sistema sol·licitarà confirmació per a cada fitxer que estigui en el directori a eliminar).

rm -rf /usr/home/anix/musica